# Raymond Sommer

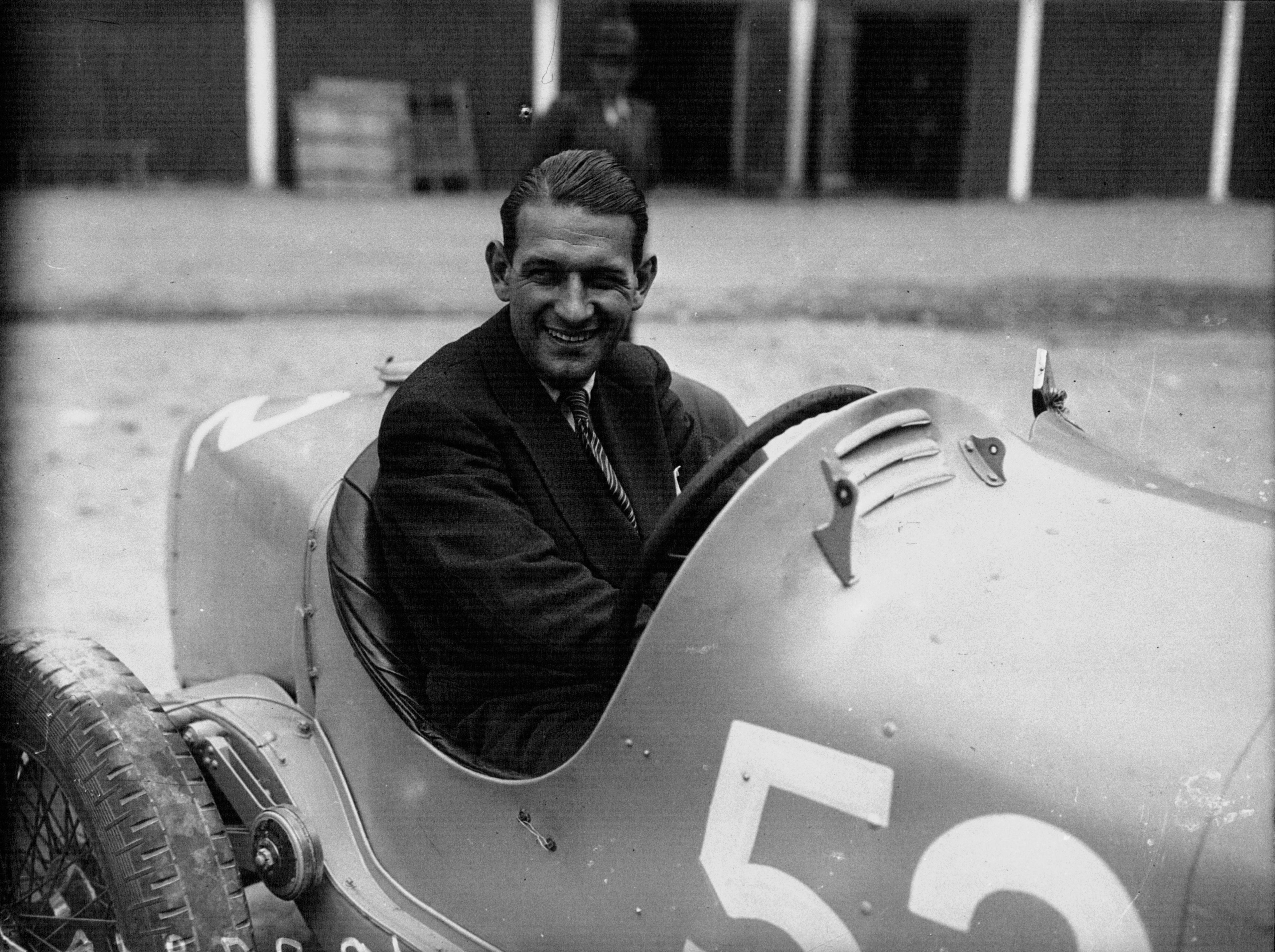
Raymond Sommer w bolidzie Alfa Romeo w Montlhéry (1933)

Raymond Sommer (ur. 31 sierpnia 1906 w Mouzon, zm. 10 września 1950 w Cadours) – francuski kierowca wyścigowy.
Pierwsze swoje zwycięstwo odniósł w 1932 roku podczas Grand Prix Marsylii za kierownicą Alfa Romeo „Monza”, kupionym na własny koszt. Pokonał wówczas fabrycznych kierowców Alfa Romeo i Maserati.
W latach 1932–1933 dwukrotnie wygrał 24-godzinny wyścig w Le Mans. Jego partnerami byli Luigi Chinetti oraz Tazio Nuvolari.
Karierę sportową kontynuował po II wojnie światowej. W 1950 roku brał udział w pięciu wyścigach zaliczanych do Mistrzostw Świata Formuły 1. W Grand Prix Monako w 1950 roku zajął czwarte miejsce.
Zginął na torze Cadours. Przyczyną wypadku była awaria układu kierowniczego.

## Wyniki

### Formuła 1
| Legenda oznaczeń w tabelach wyników Wyświetl szablon na nowej stronie | Legenda oznaczeń w tabelach wyników Wyświetl szablon na nowej stronie                                                                     |
| Oznaczenie                                                            | Wyjaśnienie |
| --------------------------------------------------------------------- | --- |
| Złoty                                                                 | Zwycięzca lub mistrzostwo |
| Srebrny                                                               | 2. miejsce lub wicemistrzostwo |
| Brązowy                                                               | 3. miejsce lub II wicemistrzostwo |
| Zielony                                                               | Ukończył, punktował (w klasyfikacji generalnej, gdy zdobył co najmniej jeden punkt na przestrzeni sezonu, poza trzema powyższymi opcjami) |
| Niebieski                                                             | Ukończył, nie punktował (w klasyfikacji generalnej, gdy nie zdobył co najmniej jednego punktu na przestrzeni sezonu)                      |
| Czerwony                                                              | Nie zakwalifikował się (NZ) |
| Czerwony                                                              | Nie prekwalifikował się (NPK) |
| Różowy                                                                | Nie ukończył (NU) |
| Różowy                                                                | Niesklasyfikowany (NS) (w klasyfikacji generalnej, gdy nie został sklasyfikowany w żadnym wyścigu sezonu)                                 |
| Czarny                                                                | Zdyskwalifikowany (DK) |
| Czarny                                                                | Wykluczony (WYK/EX) |
| Biały                                                                 | Nie wystartował (NW) |
| Biały                                                                 | Kontuzjowany (K/INJ) |
| Biały                                                                 | Wyścig odwołany (OD/C) |
| Bez koloru                                                            | Został wycofany (WYC/WD) |
| Bez koloru                                                            | Nie przybył (NP/DNA) |
| Bez koloru                                                            | Nie brał udziału w treningach (NT/DNP) |
| Bez koloru                                                            | Nie został zgłoszony (–) |
| Pogrubienie                                                           | Start z pole position |
| Kursywa                                                               | Najszybsze okrążenie wyścigu |
| †                                                                     | Nie ukończył, ale jego rezultat został zaliczony ze względu na przejechanie więcej niż 90% dystansu wyścigu.                              |
| *                                                                     | Sezon w trakcie |
| 1/2/3                                                                 | Punktowana pozycja w sprincie kwalifikacyjnym                                                                                             |
| Lista systemów punktacji Formuły 1                                    | |

| Rok  | Zespół                     | Samochód                | Wyniki w poszczególnych eliminacjach | Wyniki w poszczególnych eliminacjach | Wyniki w poszczególnych eliminacjach | Wyniki w poszczególnych eliminacjach | Wyniki w poszczególnych eliminacjach | Wyniki w poszczególnych eliminacjach | Wyniki w poszczególnych eliminacjach | Pkt. | Msc. |
| ---- | -------------------------- | ----------------------- | ------------------------------------ | ------------------------------------ | ------------------------------------ | ------------------------------------ | ------------------------------------ | ------------------------------------ | ------------------------------------ | ---- | ---- |
| 1950 | Scuderia Ferrari           | Ferrari 125 Ferrari 166 | GBR                                  | MCO                                  | USA                                  | SUI                                  | BEL                                  | FRA                                  | ITA                                  | 3    | 15   |
| 1950 | Scuderia Ferrari           | Ferrari 125 Ferrari 166 | –                                    | 4                                    | –                                    | NU                                   | –                                    | –                                    | –                                    | 3    | 15   |
| 1950 | Raymond Sommer             | Talbot-Lago T26C        | –                                    | –                                    | –                                    | –                                    | NU                                   | –                                    | NU                                   | 3    | 15   |
| 1950 | Automobiles Talbot-Darracq | Talbot-Lago T26C        | –                                    | –                                    | –                                    | –                                    | –                                    | NU                                   | –                                    | 3    | 15   |